# イルモア
イルモア・エンジニアリング (Ilmor Engineering) は、イギリスのレース専門のエンジンビルダーである。創業者はマリオ・イリエン (Mario Illien) とポール・モーガン (Paul Morgan) 。ともにコスワースで腕を鳴らしたエンジニアであり、また企業名はコスワースと同じように二人の姓の一部を取って組み合わせたものである。

## 歴史

### コスワースから独立～CART参戦
コスワースに所属していたイリエンとモーガンが出会った時期、F1などの国際的なレースでは多くのチームがコスワースのエンジンを使用していた。それによる勢力の均衡化が要因で、あまり意欲的な試みが行わなくなったことに2人は不満を募らせていた。特にCARTに関してそれが著しく、ほとんど全てのチームがコスワース・DFXを使用していたために、エンジンメーカー同士の競争はなくなっていた。
そうした状況の中2人は、アメリカレース界の名門でありCARTに参戦していたペンスキー・レーシング代表のロジャー・ペンスキーに電話によるコンタクトを試み、新規にエンジンを開発するための協力を取り付けることに成功する。2人はコスワースを退社し、1984年1月、イルモア・エンジニアリングを設立するに至る。この際、イギリス・ブリックスワースに新たに工場を建設し、同年12月から稼動を開始した。

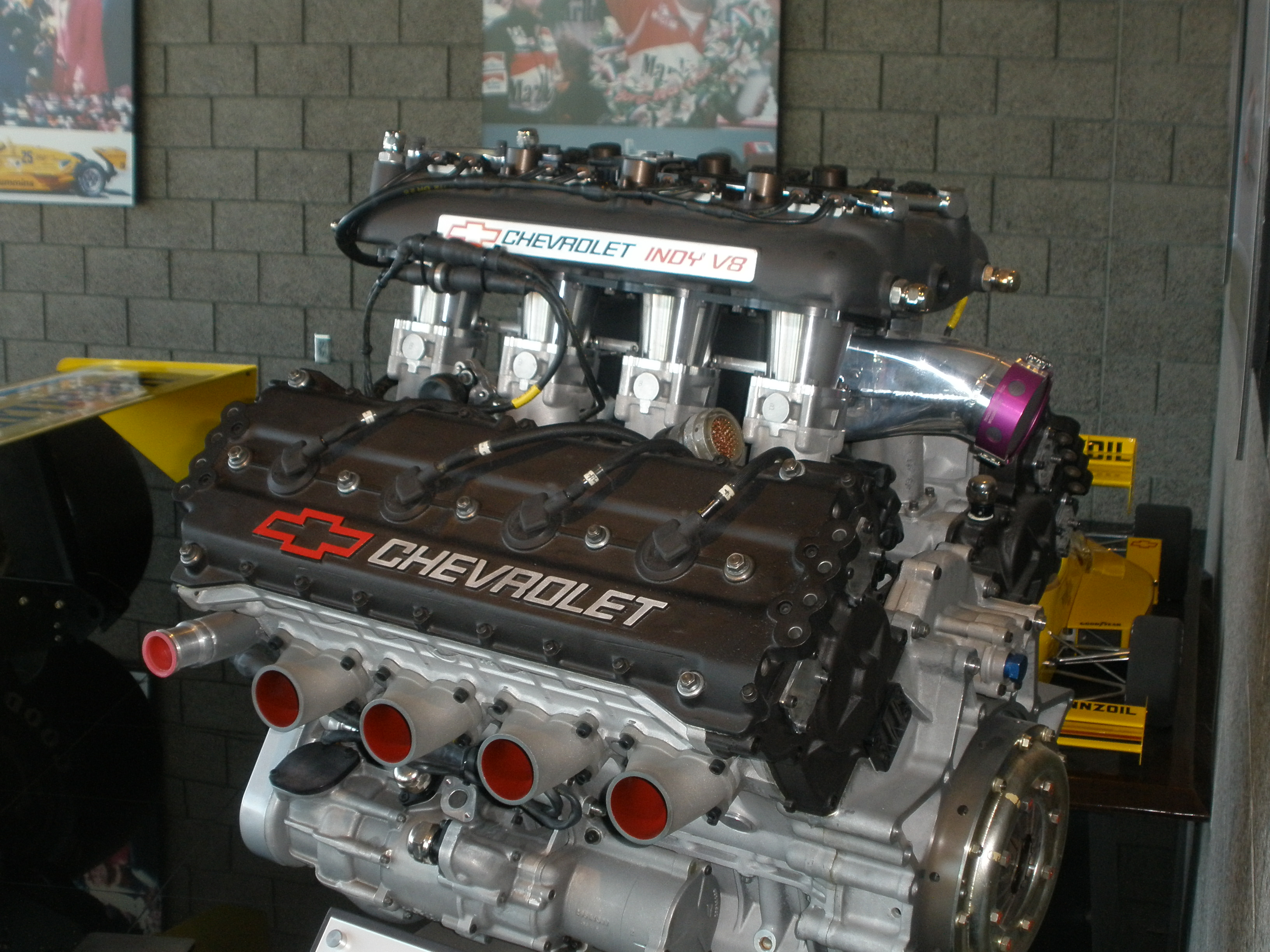
イルモアが開発したシボレーV8エンジン

2年の開発期間を経て完成した第一作、イルモア・265Aのヘッドカバーには、スポンサーとして資本参加を決定したゼネラルモーターズのスポーツ的イメージリーダーを担うシボレーのロゴが入り、またエントリー名もイルモア-シボレーとしてCARTに参戦することとなった。
デビュー年の結果はかんばしいものではなく、エンジントラブルを頻発した。シーズン前半から中盤にかけて原因の判然としないトラブルに悩まされたものの、ようやく原因を突き止めて改善すると信頼性が回復。3位表彰台に2度上がり、CART初参戦、そしてイルモアとして処女作ということを考えれば上々の結果を残した。
1987年、前シーズンでの成績によってオファーを受け、採用するチームが増加。ペンスキー・レーシングに加え、パトリック・レーシング、ニューマン-ハース・レーシングという強豪チームにもイルモア製エンジンが搭載されることとなった。このシーズンも初期トラブルに苦しめられたものの、最終的には15戦中5回の優勝を飾った。また予選において8回のポールポジションを獲得するなど速さを見せ、実質的な実力に於いて有力エンジンサプライヤーであるコスワースやジャッドと比肩することを証明した。
1988年、この年はまさに他者を圧倒するシーズンとなり、15戦中14回のポールポジション、それと同数の優勝をイルモア製エンジンを搭載したマシンが獲得。他メーカーもこれに対抗するべく、新エンジンの投入など戦闘力の向上に努めるが、1989年も15戦中13回の優勝、翌年1990年は15戦全勝と、敵なしの強さで圧倒した。

### F1参戦

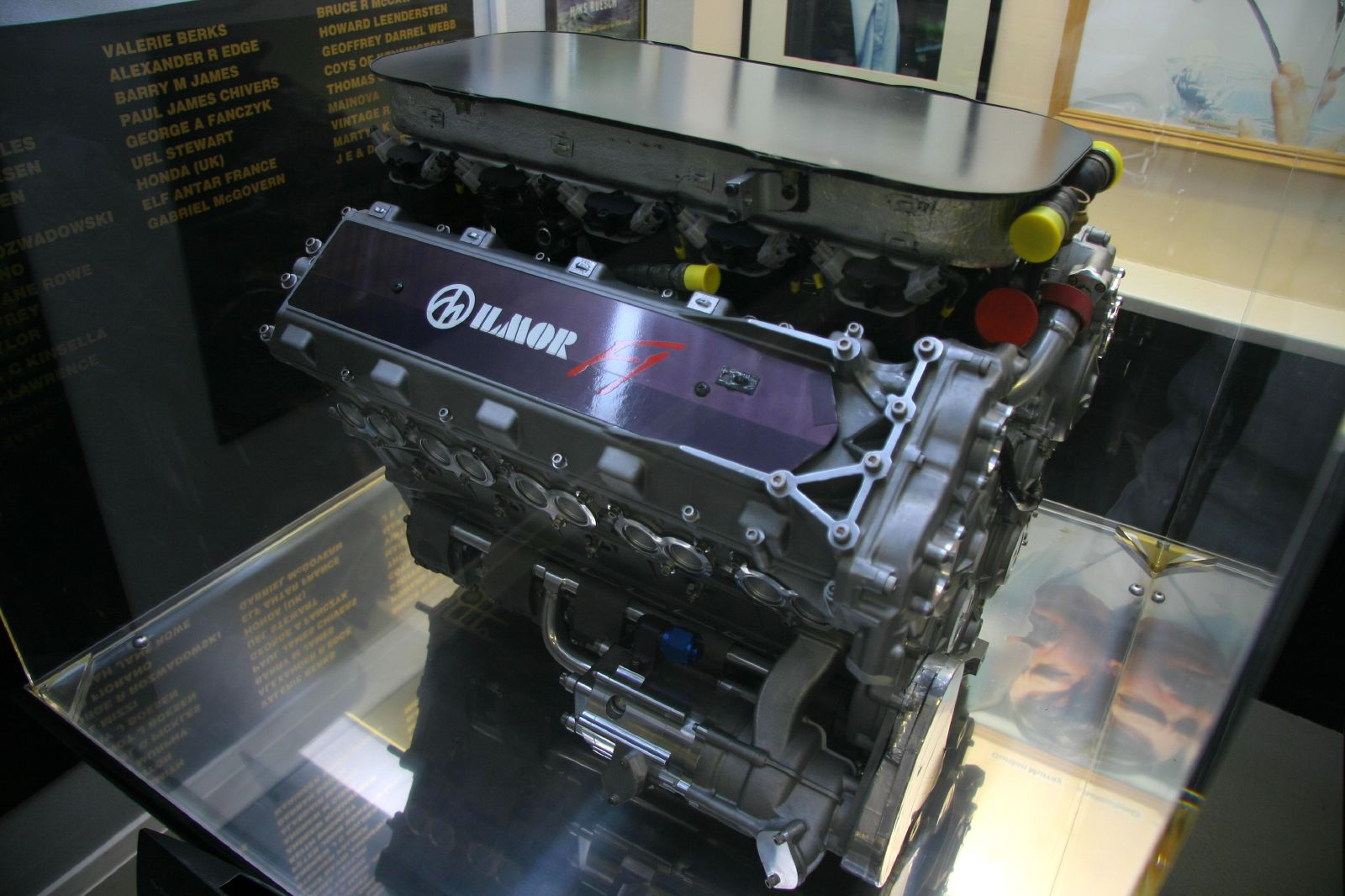
イルモア・2175A エンジン

CART用のエンジンを製作する一方で、1990年にレイトンハウスとパートナーシップを結び、1991年にはF1にも打って出ることとなった。エンジンはCARTのものとは設計を完全に異にする、3.5 L V10エンジン（レイトンハウスの名をとり、型式名をLH-10）を用意した。しかし、このエンジンの完成度は高いものではなかった。またレイトンハウスは、日本のバブル崩壊と経営者の不正融資容疑での逮捕の煽りを受けて事業が低迷、資金繰りの悪化を招いて1991年限りでF1を撤退した。
1992年は、オーナー権が放棄されてチーム名を元に戻したマーチと、中堅チームのティレルに供給したが、大資本の他メーカーに資金力に於いて圧倒的に劣っていたために開発が進まず、さしたる成績を残せずにいた。
1993年はイルモアにとって転機の年となる。スイスのレーシングコンストラクターであるザウバーと強力な関係を築いていたメルセデス・ベンツから資本提供の申し入れがあった。メルセデス・ベンツは当初自社開発したグループC用の180度V型12気筒エンジンを小改良して搭載するつもりであったが、当時チーフデザイナーであったハーベイ・ポスルスウェイトがフラット12の幅広で大きなサイズに難色を示し、不採用の判断を下していた。このオファーを受け入れたイルモアはV10エンジンの改良を進め、エンジン名をザウバーV10とし、ザウバー・C12に搭載した。
メルセデス・ベンツとしては、自社開発のエンジンを用意出来なかったこともあり、この段階ではF1への本格参戦を見極めている時期であり、テスト参戦ゆえに、あえてメルセデス・ベンツの名を掲げることはしなかった。同年11月、メルセデス・ベンツはそれまでゼネラルモーターズが持っていたイルモア株を買い取り、イルモアの発行済み株式の25 %を取得した。
1994年、この年からは公式にメルセデスの名を冠してザウバー・C13に搭載された。これは前シーズンでの総獲得ポイント数が12ポイントに達したことが評価されたためである。また、同年にレイナード製マシンを駆ってエントリーしたパシフィックにもイルモア製エンジンが搭載されていたが、こちらは2175Aという、1993年前半にザウバーに供与されていたタイプで、ザウバー・C13に搭載されたのは2175Bという、前シーズン後半戦に使用されていたエンジンである。なお、この年も前年と同じ12ポイントという総獲得ポイント数でシーズンを終了している。
1995年、いよいよ本格的にF1制覇を目標に据えつつあったメルセデスは、マシンの開発能力に不満を感じたザウバーとの関係を解消し、新たなパートナーとしてマクラーレンを選んだ。ザウバーを上回る開発力を持つチームを欲するメルセデスと、ホンダというパートナーを失い、強力なエンジンを欲していたマクラーレンと思惑が合致したためである。
しかしこの年はまだエンジン開発が十分ではなく、リタイアが多く総獲得ポイントは30ポイントに止まる。開発は着実に進んでおり、1996年には49ポイントを獲得、まだ信頼性に欠ける面はあるものの進歩を見せた。1997年、3回の優勝を遂げて69ポイントまで成績を伸ばしたものの、イギリスGPとルクセンブルクGPでトップを走行していたミカ・ハッキネンがエンジントラブルでリタイアするなど、信頼性の問題を未だ解消できずにいた。

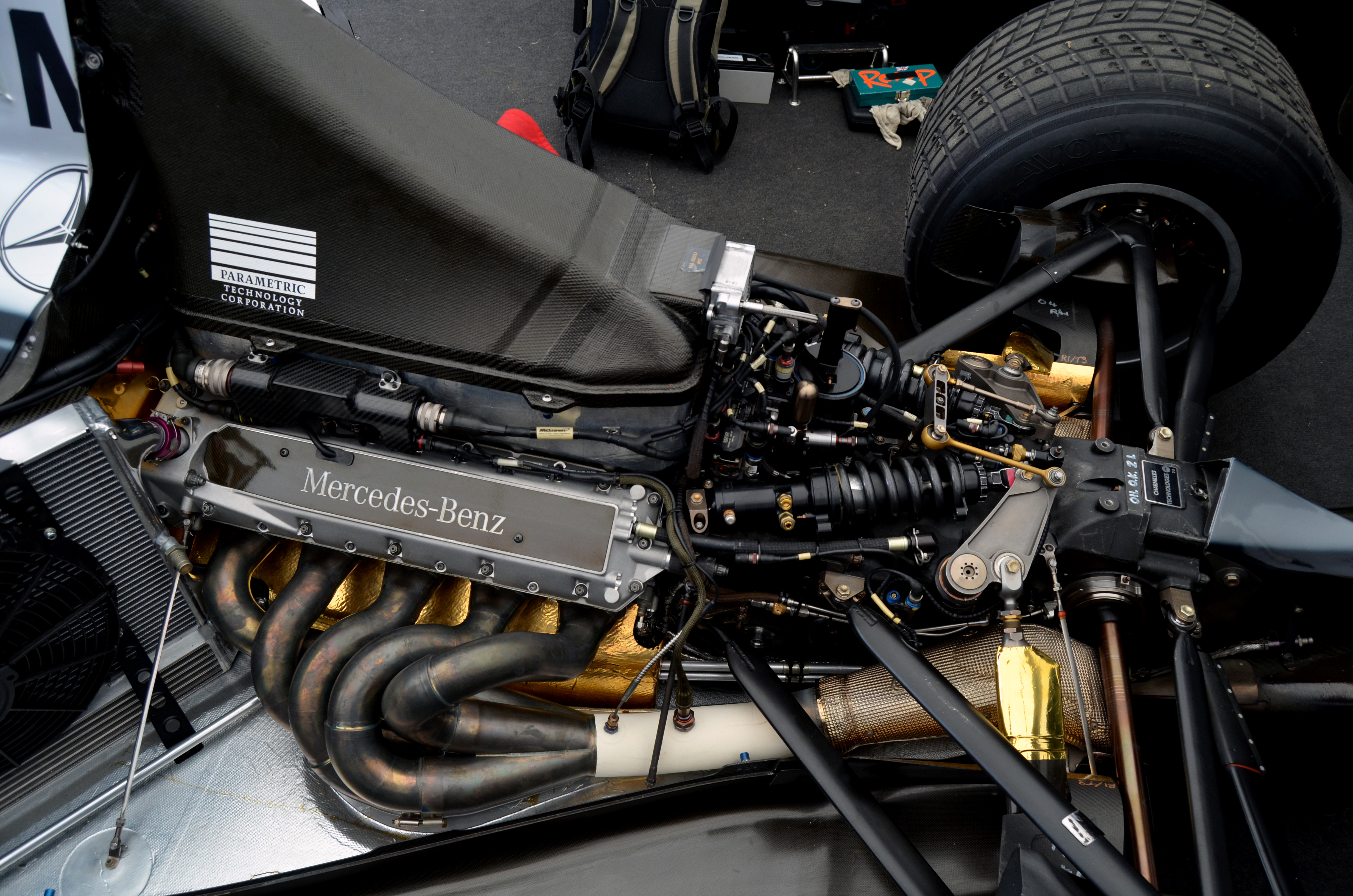
マクラーレン・MP4-13 FO110G エンジン

1998年には最大の課題であった速さと信頼性を兼ね備えたエンジンの開発に成功。16戦中9勝し、その内1-2フィニッシュは5回、156ポイントを獲得。優勝6回と安定した完走率で追い上げていたフェラーリを23ポイント差で下し、ミカ・ハッキネンが8勝を挙げてドライバーズタイトルを獲得し、コンストラクターズとの二冠を達成した。
1999年はフェラーリに4ポイント差で敗れ、コンストラクターズでは2位に甘んじたものの、ハッキネンが前年に続きドライバーズタイトルを獲得した。
2000年はシーズン途中の第4戦イギリスGPから電子制御に関する新ルールが突然施行されたため、メルセデス・ベンツエンジンの燃費悪化に繋がり、柔軟なピットストップ作戦が取れなくなった。フェラーリとは再び僅差の接戦を演じたものの、最終的にコンストラクターズとドライバーズともにタイトルを逃した。
2001年は前年から予告されていたメルセデス・イルモアのエンジンパフォーマンスを大きく左右するレギュレーションが導入。人体に深刻な影響を及ぼす危険があるとのフェラーリからの抗議により、ベリリウム合金の使用禁止が決定され、これをシリンダーブロックの材質に用いていたメルセデス・イルモアは設計変更を余儀なくされた。この年、チーム関係者が抱いていた不安は現実となり、オールニューのマシンとパフォーマンスと信頼性で未知数のエンジンの組み合わせでは、黄金期に突入したフェラーリの勢いを止めることは到底出来なかった。コンストラクターズランキングで2位は守ったものの、3位のウィリアムズ・BMWにポイントで肉薄されてしまった。
このような状況は2004年まで続き、エンジンパワーを取り戻した2005年シーズンも、初期トラブルによるリタイアや、予選でのエンジンブローによる10番手降格措置に涙を呑み、ルノーをチャンピオンの座から引きずり落とすことは出来なかった。

### イルモア内部の動き
2001年、創業者の一人であるポール・モーガンが飛行機事故により他界。2002年9月にダイムラークライスラー（当時・1998年 - 2007年）はイルモア株の取得割合を55%にまで増やして傘下に置き、2003年2月付けで社名を「メルセデス・イルモア」に改めた。また、メルセデス・ベンツ側とイルモア側で意向の食い違いなどの亀裂が表面化し始めたため、2005年6月には会社をF1部門とその他の部門に分割。F1部門はメルセデス・ベンツ・ハイパフォーマンス・エンジンズ (Mercedes-Benz High Performance Engines Ltd.) と名称を変更し、F1用エンジンを専属開発する会社として再編された。そしてダイムラークライスラーは、エリザベス・モーガン（ポール・モーガンの未亡人）、マリオ・イリエン、ロジャー・ペンスキーから残りの株式をすべて取得し、同社はメルセデスの完全子会社となった（ただし、15%はイリエンが保有しており、それを2005年は持ち続けることが出来る契約を交わしている）。
一方で、F1部門を除くイルモア・エンジニアリング（主に米国部門）は会社分割と同時にペンスキー・レーシングとマリオ・イリエン、エリザベス・モーガンに売却されており、旧社名と同じ「イルモア」（Ilmor Engineering Limited）を新たに設立し、袂を分かつことになった。その後、NASCARでペンスキーが使用するダッジエンジンの開発も行っている。

### CART撤退〜インディカー・シリーズ参戦
北米市場でのイメージ拡大を図るメルセデスの意向を受けて、イルモアはCARTシリーズでもメルセデスのバッヂを担うことになる。1994年はイルモア-インディV8エンジンを供給してシリーズを席巻。さらにOHVエンジン（ストックブロック）をベースにした場合、排気量やブースト圧規制が緩和されるインディ500特有のルールを逆手にとり、インディ500専用のメルセデス・ベンツ 500Iエンジンを開発し、ペンスキーのアル・アンサーJr.が優勝した。
1995年より「メルセデス・ベンツ」ブランドで複数チームへ供給を行ったが、フォード・コスワースに加えてホンダの台頭によって徐々に苦戦を強いられた。F1とドイツツーリングカー選手権 (DTM) に資金を集中させたいというメルセデス側の意向により、2000年を最後にCARTから撤退した。

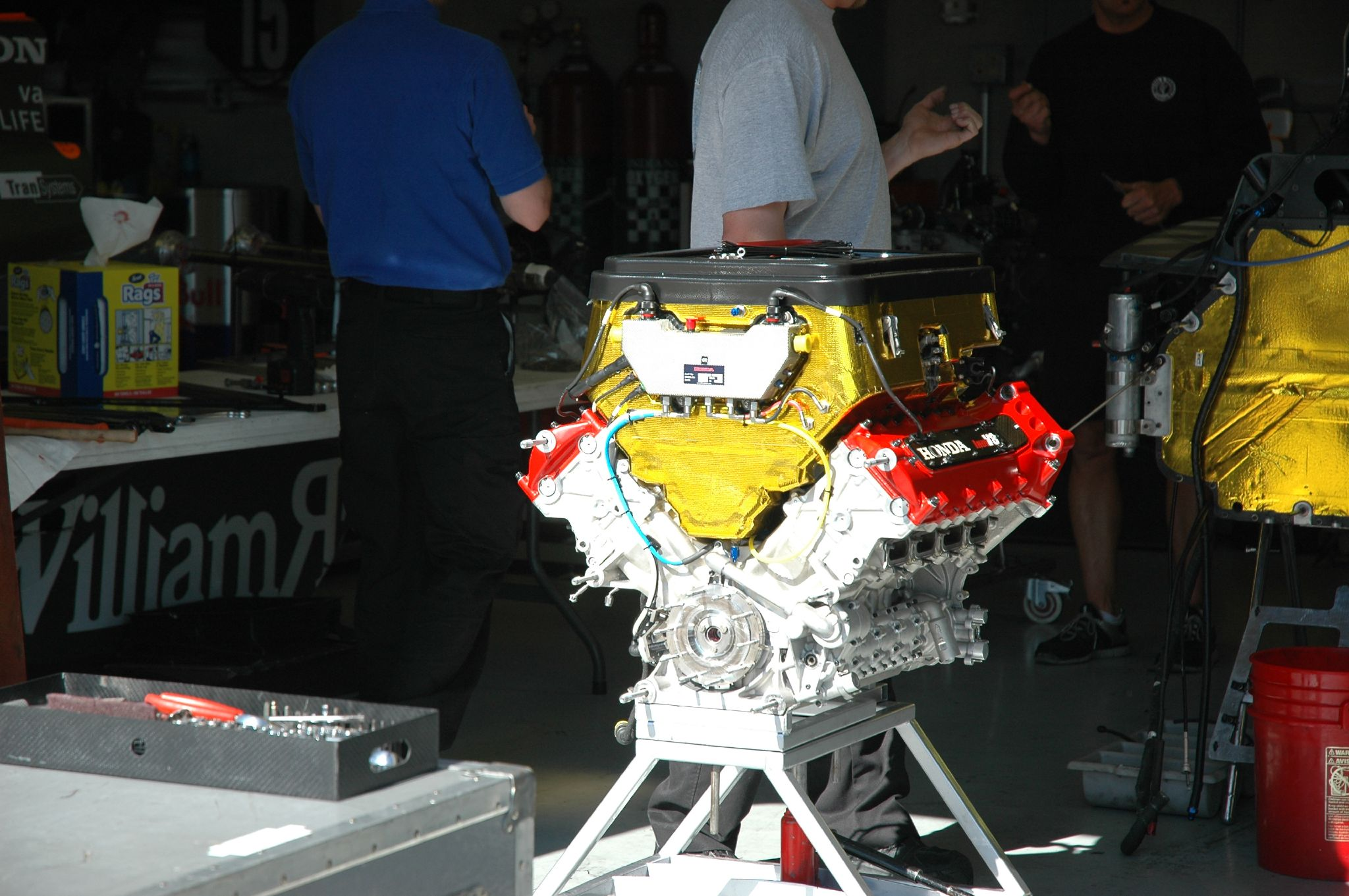
ホンダ・インディV8エンジン（2008年）

しかし、イルモアの米国におけるトップフォーミュラシリーズへの参戦意欲は衰えず、2002年にはホンダ（HPD）とインディカー・シリーズ参戦用のV8エンジンを共同開発することを発表し、翌2003年から供給を開始した。他社の撤退により2006年からはワンメイクとなり、2011年までホンダとの関係を継続、エンジン供給を行った。
さらに2006年～2008年にかけては、フォーミュラ・ニッポンにおいてインディカー・シリーズ用をベースとした、HF386Eエンジンが使われたため、その改良には2社に加え、M-TECも参加して開発を行っていた。

### シボレーとの再提携
2012年よりインディカー・シリーズのエンジンレギュレーションが大きく変更され、新たに2.2L V6 ツインターボエンジンが採用されることに伴い、イルモアでは新レギュレーションに対応したエンジンを開発。この新エンジンにはシボレーの名前がつけられることになり、久々にシボレーとの関係が復活することになった。
2024年から、2.4L V6ツインターボに回生ブレーキを組み合わせた、ハイブリッド型パワーユニットが導入され、ハイブリッドユニットは独マーレ社から供給を受ける予定だったが、マーレ製ユニットの安定供給の目処が立たないため同計画は撤回され、現行エンジンにホンダ・シボレー・イルモアが共同開発したハイブリッドユニットを組み合わせることになった（詳細はインディカー・シリーズ#エンジンを参照）。

### ルノーとの提携
2014年12月には、イルモアがルノーF1との間でF1用のパワーユニットの共同開発を行っていることが明るみに出た。イルモアとしてはメルセデスとの関係が切れて以来のF1への復帰となる。
2016年シーズンから、レッドブル・レーシングが、ルノーから購入したパワーユニットを元にICE(内燃機関部)をイルモアが改良し、その費用を出すタグ・ホイヤーのバッジネームでパワーユニットを搭載した。この年レッドブルは2勝・1PPでコンストラクターズランキングは2位に浮上し、パフォーマンスの向上ぶりをアピールした。ルノーでテクニカルチーフを務めるボブ・ベルは、フェラーリと「同じかほぼ同等」のレベルになったと発言した。しかし、ルノー内部の組織再編に伴いこの年をもって協力関係を終了することになった。

### ホンダF1の支援
2017年8月、ホンダF1のパワーユニット開発にイルモアが関与しているとの情報が流れた。ただホンダでは「パワーユニット開発の詳細は一切明かせない」として、イルモアの関与について否定も肯定もしていない。
2019年、レッドブル・レーシングのモータースポーツ・アドバイザーを務めるヘルムート・マルコは、ICEの深刻なバイブレーション問題に、イルモアのマリオ・イリエンを起用して問題解決に充てている事を明らかにした。

## MotoGPへの参戦

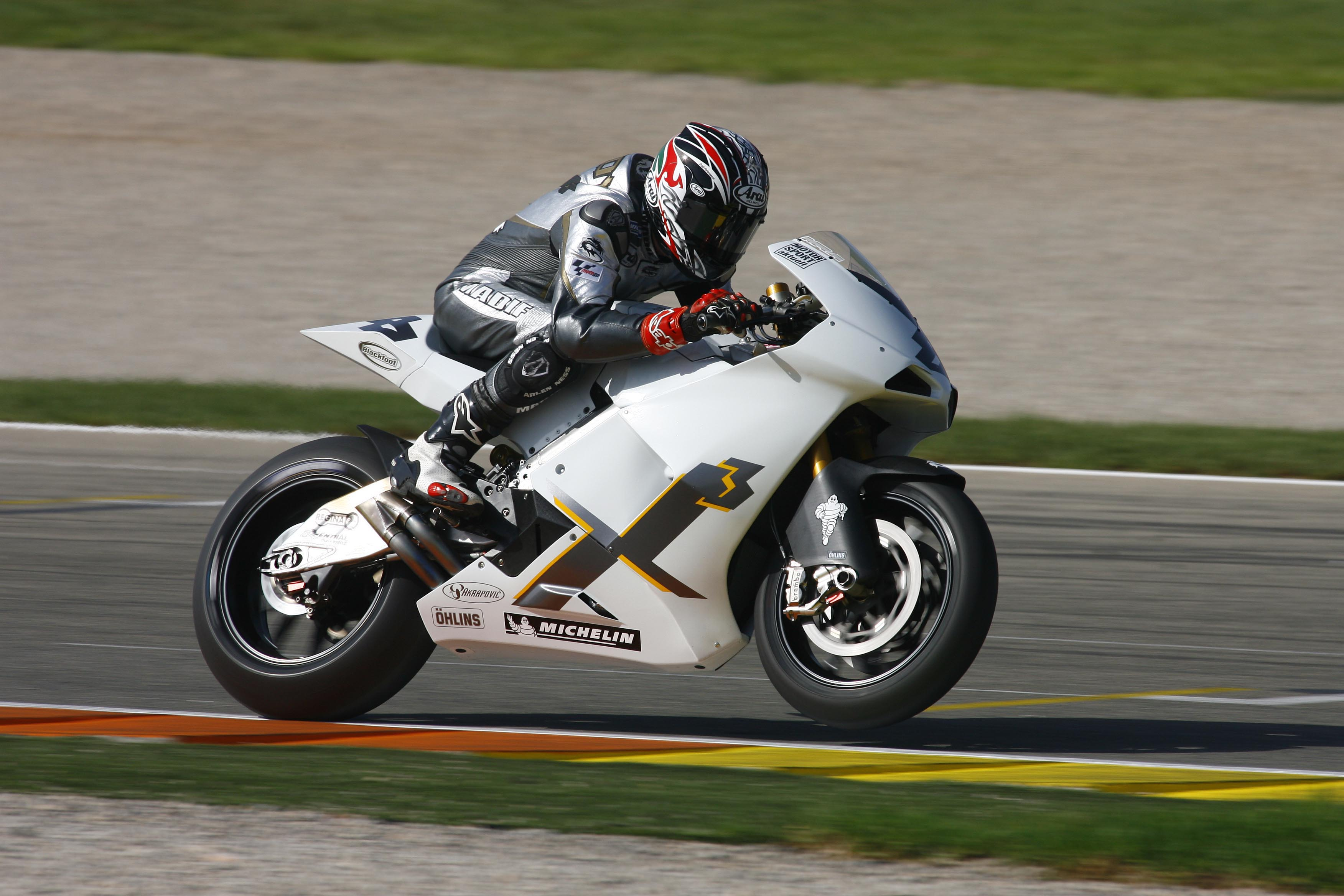
イルモアのMotoGPマシン（X3 2006）

2000年、2輪のモータースポーツ国際統括機関であるFIMは、2002年よりロードレース世界選手権においてそれまでの最高峰クラスである500ccクラスをMotoGPクラスに改称し、4ストロークエンジンの排気量上限をそれまでの500ccから990ccとするレギュレーションを発表した。
当時、世界的に市販車の排気ガス規制が厳しくなり、規制をクリアしにくい2ストロークエンジンがレース専用の特殊なエンジンになってきた結果、新規メーカーの参戦が望めなくなっていた。この状況を打破すべく、4ストロークエンジンに排気量や気筒数でのハンディを与え、他メーカーの新規参入を促してレースを活性化する目的があった。
この変更を受け、イリエンはMotoGPクラスに参戦するマシン用のエンジン開発を行いたい意向を示し、その意向の通り2007年からMotoGPクラスへの参戦が決定。2006年のシーズン終盤からテスト参戦を開始した。
2006年の第16戦ポルトガルGPと続く最終戦バレンシアGP、イルモアは他チームがレギュレーション上限の990ccのマシンで参戦する中、翌年からのレギュレーション変更を見越した800ccのマシンでテスト参戦し、いずれのレースでも周回遅れながらもポイントを獲得する（ライダーはギャリー・マッコイ）。翌2007年、予定通り開幕戦カタールGPに参戦したが、大口スポンサーの獲得に失敗したことによる資金不足などを理由に、第2戦スペインGPよりレースを欠場。イリエンは「スポンサーが確保でき次第参戦を再開したい」としていたが、以降新たなアナウンスはないままシリーズから撤退した。